# Dialekt północnokaszubski

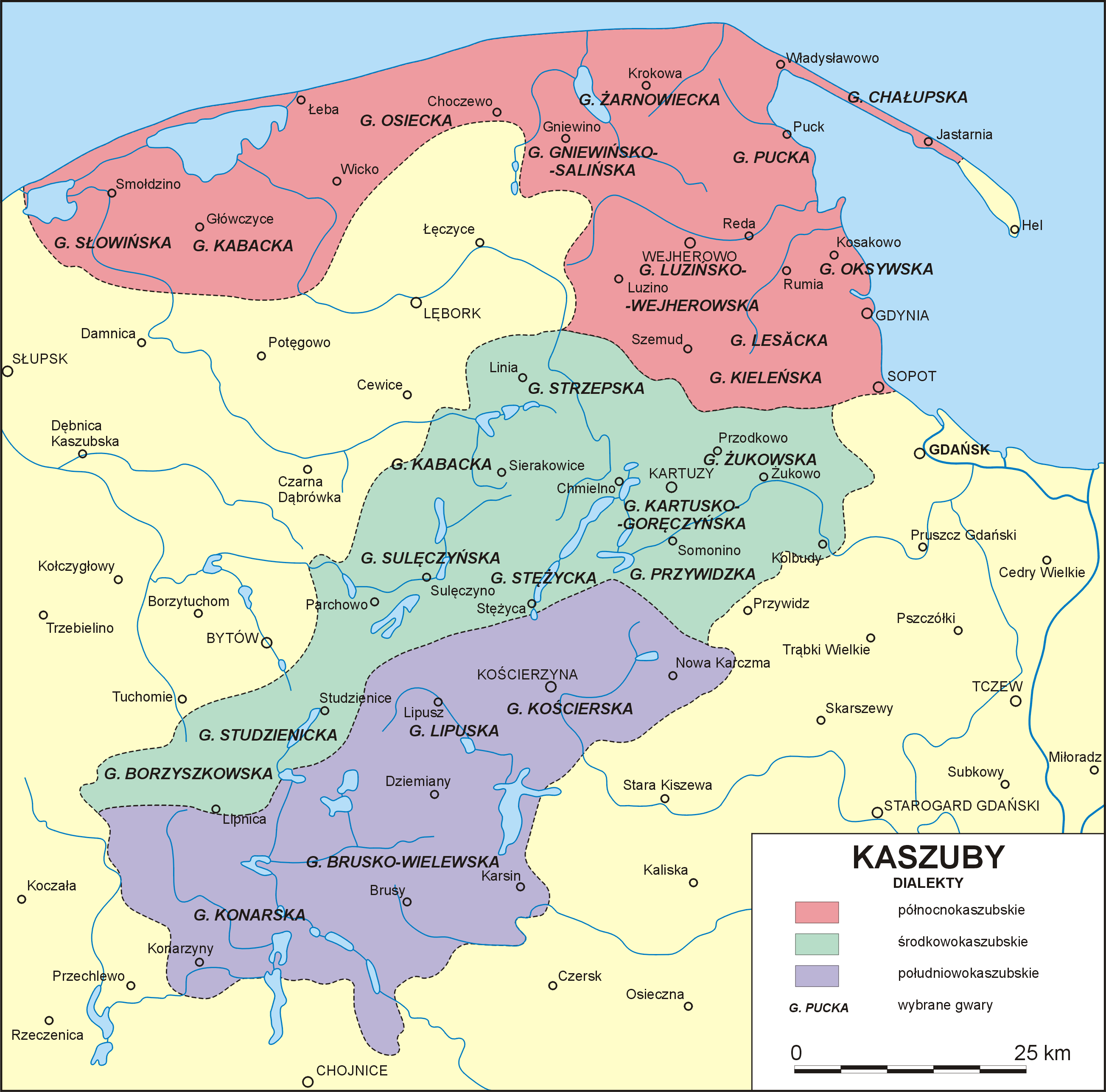
Dialekty języka kaszubskiego

Dialekt północnokaszubski – jeden z zespołów gwarowych języka kaszubskiego. W skład dialektu wchodzą gwary używane na terenach powiatów: słupskiego, lęborskiego, wejherowskiego oraz puckiego. Jest dialektem, w którym najwyraźniej zaznaczają się cechy typowo kaszubskie, gdyż wpływy polskich dialektów, wielkopolskiego i mazowieckiego, były tu najmniejsze.

## Podział dialektu
Do dialektu północnokaszubskiego tradycyjnie zalicza się gwary: słowińską, kabacką, osiecką, żarnowiecką, gniewińsko-salińską, chałupską, pucką, oksywską, luzińsko-wejherowską, lesacką i kieleńską. Jest to podział już nieaktualny. Gwary, które używane były na terenach przedwojennych Niemiec zaniknęły, gdyż większość ich użytkowników uległa całkowitej germanizacji, natomiast po zmianie granic pozostała ewangelicka ludność autochtoniczna, posługująca się jeszcze reliktowo gwarami północno-zachodniokaszubskimi, została przesiedlona do RFN. W wyniku tego, obecnie w użyciu są jedynie gwary puckie, lęborskie i wejherowskie.

## Charakterystyka dialektu
Mową północnokaszubską posługiwał się Florian Ceynowa, badacz kultury Kaszubów oraz główny kodyfikator języka. Dlatego większość cech literackiej kaszubszczyzny pokrywa się z właściwościami gwar północnych. Z powodu peryferyjnego położenia obszaru północnokaszubskiego, gwary te są najbardziej odrębne od języka polskiego i posiadają najwięcej cech archaicznych i typowo kaszubskich. Swoistymi cechami dialektu są:
- akcent ruchomy,
- utrzymanie grupy TarT,
- przejście dz w z, np. cëzy ‘cudzy’,
- brak przejścia t, d w ć, dź,
- zamiana ę w i, np. zyc, pisc ‘zięć’, ‘pięść’,
- w powiecie puckim i części wejherowskiego wymowa ę jako e nosowego (tak jak w polszczyźnie),
- rozłożona nosowość ę przed ł lub l w formach czasu przeszłego, np. cygnena ‘ciągnęła’, wzena ‘wzięła’,
- nieprzegłoszone ę przeszło w ë,
- przyrostek słowotwórczy –ëszcze[3],
- zanik e ruchomego (obecne jest ono w gwarach południowokaszubskich),
- wymowa ô (kontynuatu długiego a) upodobniona do niemieckiego ö (gwara pucka),
- é (e ścieśnione) wymawiane jako dźwięk pośredni między e a y,
- przedrostek są– w przymiotnikach oznaczających ciężarne zwierzęta, np. sącelnô ‘cielna’, sąkocô lub sąkotnô ‘kotna (o kotce lub suce)’[3],
- nazwy mieszkańców tworzy się za pomocą przyrostka –ón (w języku polskim najczęściej –anin)[3],
- końcówka –ë w celowniku rzeczowników w liczbie pojedynczej zamiast tradycyjnego –u i –owi, np. psë ‘psu’, królë ‘królowi’[3],
- końcówka –owi zastępowana również przez –emu lub –omu, np. koniemu ‘koniu’, sënomu ‘synowi’[3],
- w narzędniku rzeczowników rodzaju męskiego zamiast końcówki –em występuje końcówka –ã, np. jãzëkã ‘językiem’,
- stwardnienie ń w n.

Gwary pucka, chałupska i oksywska to tzw. gwary bylackie. Ich cechą charakterystyczną jest bylaczenie – czyli stwardnienie ł w l.

### Przykład – „Kaszëbi do Pòlôchów”F. Ceynowy
Wë jesce gwesno na nas përznã złi, że më sã nie jãlë do czëtaniô pòlsczich pism, a jesz mni do tehô pòlsczéhô bractwa, co to Ligą (Pòlską) zowią, bierzemë. Ale wcale ta rzecz sã tak ni mô. Më prôwdzëwi Kaszëbi nie rozmiejemë dobrze pò pòlsku; a wiãc më sã mùszimë przód waszi pëszny mòwë naùczëc. Ale co to za cãżkô rzecz, czej ni ma kòhù, co bë nas naùczëł. Ksäżô naszi są Miemcë, szkólny zôs mają strach przed przełożonemi. A wiãc më tak gôdómë, jak naszi przodkòwie gôdalë, to je pò kaszëbskù. Ale wë, bracô Pòlôsze, ni mùszice mëslëc, że më – wëjąwszë niechtërëch smitonków – sã ti naszi mòwë wstëdzymë. Òj brón Bòże! Czejbë te chto chcôl dzeje naszëch przodków spisac, jak òni z dôwnemi Prësôkami, Dunczekami, Szwedami, Miemcami wòjowalë tej bë to bëła decht pësznô ksążka; abò jaczi to bë béł pëszny krajòbrôzk naszi całi niegdësz zemi òd Wisłë do Òdrë a òd mòrza jaż pò Notecã ë Wartã.

## Słowińszczyzna
Największą odrębnością wśród gwar północnokaszubskich odznacza się gwara słowińska, przez niemieckiego badacza Friedricha Lorentza początkowo uznawana za osobny język słowiański – język słowiński. W wyniku izolacji zarówno od pozostałych gwar kaszubskich, jak i dialektów polskich, słowińszczyzna stała się najbardziej konserwatywnym i archaicznym etnolektem pomorskim. Z drugiej jednak strony, poprzez germanizację ludności pogranicza niemiecko-polskiego, mowa ta z czasem uległa zapomnieniu. Jej cechy można obserwować w pracach Lorentza (zapisach gwarowych, gramatyce oraz słowniku). Organizacja SIL International wydziela gwarę słowińską od gwar kaszubskich właściwych jako odrębny dialekt.